# Danica Marković
Danica Marković cyr. Даница Марковић, ps. Zvezdanka (ur. 1 października 1879 w Čačaku, zm. 9 lipca 1932 w Belgradzie) – serbska poetka i pisarka.

## Życiorys
Była drugim dzieckiem nauczyciela Joksima Markovicia i Milevy z d. Petrović. W 1880 wraz z rodziną przeniosła się do Belgradu. W 1888 straciła ojca. W 1896 zdała maturę w gimnazjum żeńskim z wyróżnieniem i rozpoczęła studia. Z uwagi na trudną sytuację rodziny w 1897 przerwała edukację i podjęła pracę nauczycielki w szkole podstawowej w belgradzkiej dzielnicy Vračar. W roku 1898 zachorowała na gruźlicę, choroba będzie jej towarzyszyć do końca życia. Do 1910 pracowała jako nauczycielka, ale po odmowie władz serbskich objęcia posady nauczycielskiej w Niszu, Marković przeszła na emeryturę. W 1913 przeniosła się wraz z rodziną do Prokuplja, znajdującego się pod kontrolą władz bułgarskich. Jej mąż w czasie wojny został zmobilizowany, a Danica pomagała rodzinom serbskim represjonowanym za udział w powstaniu antybułgarskim. Za swoją działalność została aresztowana i w 1917 skazana na karę śmierci. Dzięki wsparciu poety Iwana Wazowa została ułaskawiona, ale w Prokuplju pozostała do końca wojny. W 1926 po rozwodzie z mężem pozostała sama z pięciorgiem dzieci. Pogarszający się stan zdrowia i wyczerpanie organizmu doprowadziły Danicę Marković do przedwczesnej śmierci w 1932. Pochowana na Nowym Cmentarzu w Belgradzie.
Była mężatką (w 1904 poślubiła prawnika Momčila Taticia), miała sześcioro dzieci (dwóch synów i cztery córki), przeżyło ją troje z nich.

## Twórczość
Zadebiutowała w 1900 utworem Poslednje zelje, który ukazał się w czasopiśmie Zvezda. W tym czasie posługiwała się pseudonimem Zvezdanka. W 1902 czasopismo Pokret opublikowało kolejne wiersze Marković, a także jej pierwsze opowiadanie (Krst). Kolejne wiersze i opowiadania publikowała w czasopiśmie Bosanska vila i w Politice. Pierwszy tomik wierszy Trenuci (Chwile) opublikowała w roku 1904, nakładem własnym. Drugi tomik poetki Trenuci i raspoloženja (Chwile i nastroje) ukazał się w roku 1928, nakładem Serbskiego Towarzystwa Literackiego, z przedmową Velimira Živojinovicia. Za ten tomik uzyskała nagrodę Królewskiej Akademii Serbskiej, jako pierwsza kobieta w historii. Uhonorowana Orderem Św. Sawy 5 kl. za działalność literacką.

## Pamięć
Spotkanie Danicy Marković z Isidorą Sekulić zaowocowało esejem За добар спомен Данице Марковић, poświęconym pamięci poetki. Imię Danicy Marković nosi jedna z ulic w belgradzkiej dzielnicy Zvezdara, a także jedna z ulic w Čačaku. W 2016 biografię poetki wydała Branka Radovanović (Даница – Очи пуне звезда, руке пуне трња).